# Csehszlovák Államvasutak
A Csehszlovák Államvasutak (csehül: Československé státní dráhy [ˈtʃɛskoˌslovɛnskɛː ˈstaːtniː ˈdraːɦɪ], rövidítve: ČSD) az egykori Csehszlovákia államvasútja volt.

## Története

### A ČSD az első köztársaságban
A ČSD-t Csehszlovákia államvasútjaként közvetlenül az első világháború befejezése után, 1918. október 28-án alapították. a ČSD átvette az Osztrák Államvasutak (k.k. österreichischen Staatsbahnen) és a Magyar Államvasutak szinte teljes, csehszlovák területen maradt hálózatát. Kezdetben önállóak maradtak a nagy magánvasutak: a Kassa-Oderbergi Vasút, az Aussig-Teplitzer Eisenbahn és a Buschtiehrader Eisenbahn. A kkStB által üzemeltetett helyiérdekű vasutak nagy részének üzemvitelét is a ČSD vette át.
Az 1920-as évek elején a legtöbb megmaradt magánvasutat törvényileg államosították és a hálózatukat a ČSD-be olvasztották. Ebben az időben vezették be a cseh/szlovák állomásneveket is. A német nyelvű területeken azonban megtartották a kétnyelvűséget.
Az első években nagy erőfeszítéseket tettek, hogy az alapvetően Bécs és Budapest irányultságú hálózatot az új igényekhez alakítsák. A kelet-nyugati irányú összeköttetésként kezdetben csak a Kassa-Oderbergi Vasút egyvágányú és nehéz vonalvezetésű vonala állt rendelkezésre. Ezért nagy építkezéseket folytattak a legfontosabb összeköttetések kétvágányúsítására, valamint a cseh és szlovák országrész közötti új kapcsolatok kiépítésére. Ezek közül az egyik legfontosabb a Prága–Brno közötti kétvágányú vonal kiépítése, mely csak a második világháború után lett kész.

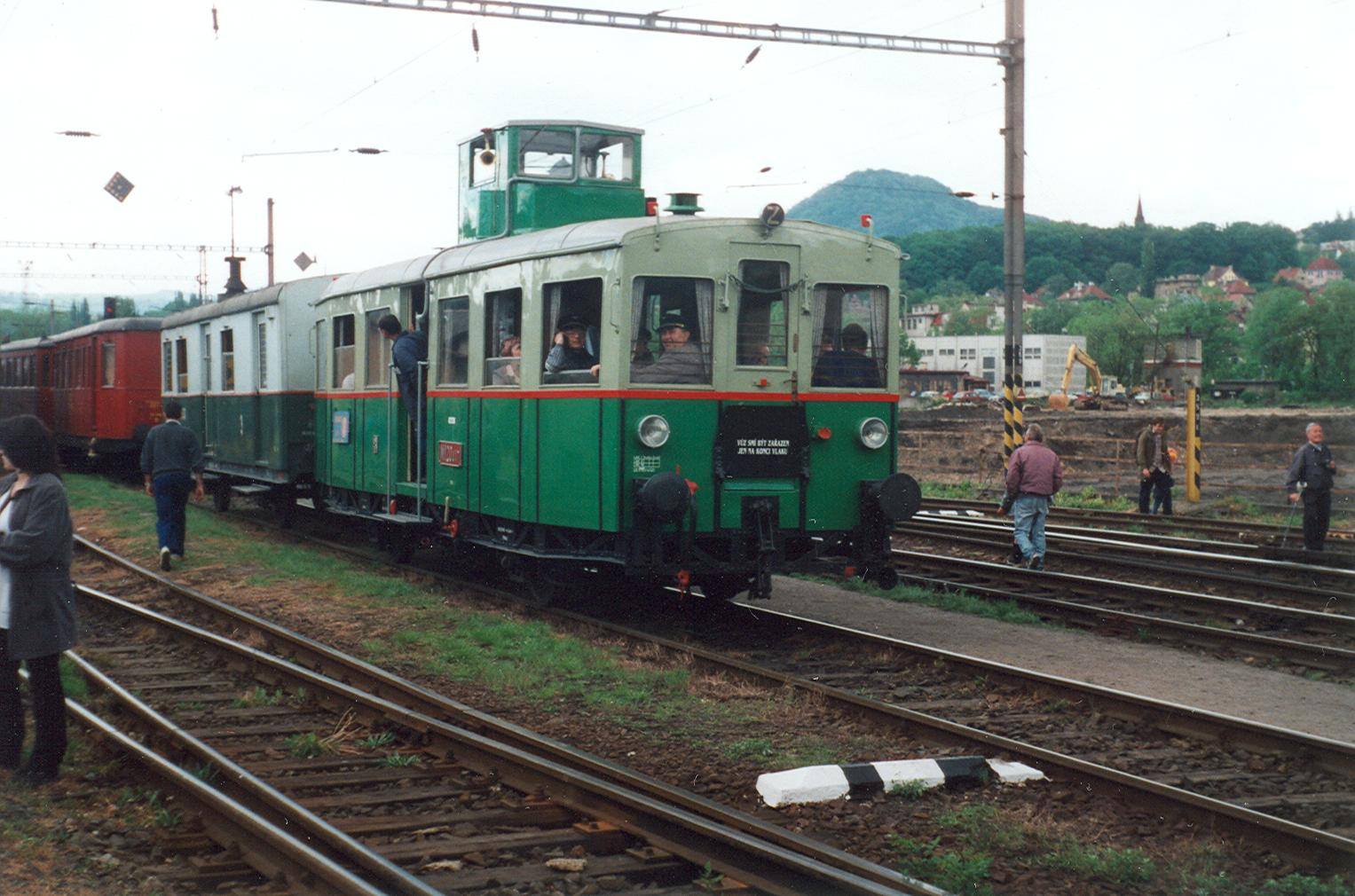
Tatra-motorkocsi M 120.4

A ČSD az európai vasutak közül az első között kezdte vonalait motorosítani. Az 1920-as évek közepétől több kisforgalmú fővonalán benzolmotoros motorkocsiból és mellékkocsiból álló vonatokat járatott. Az 1930-as évektől számos helyiérdekű vonalon is megjelentek a motorkocsik és több vonalról eltűntek a gőzvontatású vonatok.
A vasútüzem füstszennyezésének csökkentésére az 1920-as évek közepétől a Prága vonalakat 1500 V egyenfeszültséggel villamosították.
1936-tól több más európai vasúttársasághoz hasonlóan gyorsmotorvonati forgalmat vezetett be. Prága és Pozsony között Slovenská Strela (szlovák nyíl) néven közlekedett egy Tatra gyorsmotorkocsi, mely az utat menetrend szerint 4 óra 28 perc alatt tette meg.
A müncheni egyezmény 1938. szeptember 29-i aláírása után a Szudétavidék Németországhoz került, ezért a ČSD erről a vidékről elmenekítette járműveit és állomási berendezéseit. Kicsivel később törvénnyel kötelezték a ČSD-t, hogy az elvitt javakat a Deutsche Reichsbahn részére adja át. 1938. november 18-án 877 mozdony, 136 motorkocsi, 158 motormellékkocsi, 117 gyorsvonati kocsi, 2 160 egyéb személykocsi és 23 500 teherkocsi átadására, valamint a tönkretett berendezésekért kártérítés fizetésére kötelezték.

### A protektorátusok vasútjai 1939–1945
Csehszlovákia 1939. március 15-i felbomlásával és Cseh–Morva Protektorátus megalakulásával megalakult a Českomoravské dráhy – Böhmisch-Mährische Bahn, (magyarul: Cseh-Morva Vasút, röviden ČMD-BMB) és a Slovenské železnice (magyarul: Szlovák Vasutak, röviden: SŽ). A ČMD-BMB megőrizte szervezeti önállóságát, de a Deutsche Reichsbahn alá rendelték.
A második világháború kezdetével fokozatosan leállították a motorkocsik, hogy a hadvezetés számára rendelkezésre álljon az üzemanyag. A Slovenská Strela vonat is megszűnt.

### A második világháború után
Közvetlenül a második világháború befejezte után, 1945. május 9-én újra megalakult a ČSD. Főleg a cseh vonalrészeken viszonylag kevéssé károsodott az infrastruktúra, így az üzemet minden vonalon hamar fel lehetett venni. 1945-től kötelezőek voltak a cseh és szlovák állomásnevek, leszámítva a kizárólag német névvel rendelkező helyeket – itt 1946-1948 között nevezték át az állomásokat.
A háború után számos német jármű maradt Csehszlovákiában, melyeket a ČSD állagába soroztak be. E járművek egy részét – például Sziléziából evakuált villamos mozdonyok és motorkocsikat – később egyéb mozdonyokért cserébe Németországnak adták.
A ČSD már 1945-től nagy erővel igyekezett járműállományát új, csehszlovák gyártóktól származó járművekkel feltölteni. Már 1945 decemberében elkészült az első gőzmozdony a Škoda pilseni üzemében. A ČSD által az elkövetkezendő években beszerzett Škoda- és ČKD-gőzmozdonyok Európa legerősebbjei és legkorszerűbbjei közé tartoztak.
Már 1950 előtt újra elkezdődött a vonalhálózat villamosításának tervezése. A Deutsche Reichsbahn 1943-ból származó terveire alapítva megkezdődött az egykori Kassa–Oderbergi Vasútnak a Magas-Tátra lábánál futó, emelkedőkkel tarkított vonalának villamosítása. A háború előtti munkákkal ellentétben itt a szomszédos Lengyelország és Szovjetunió által favorizált 3000 V egyenfeszültségű rendszert választották. A villamosítást fokozatos folytatták kelet és nyugat felé így az 1960-as évek elejére összefüggő felsővezetékhálózat jött létre Kassa és az észak-csehországi Most között. 1962. május 15-én a Prága környéki vonalak felsővezeték-feszültségét is 3000 V-ra emelték.

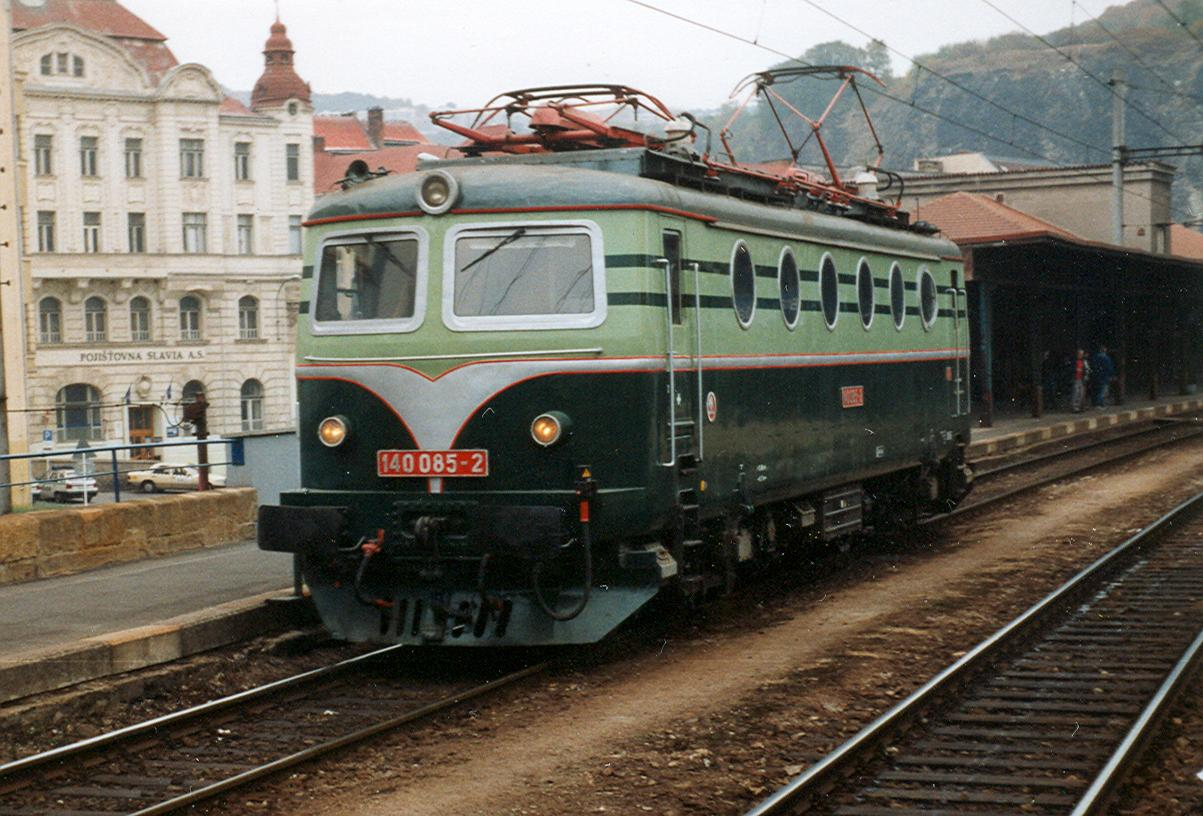
A ČSD E 499.0 Bobina villamosmozdonya

Ennek ellenére mégsem vált be a 3 kV-os egyenáramú rendszer a felsővezetékben továbbítható áram korlátozott mértéke miatt. Ezért Plzeňből kiindulva 1960-tól párhuzamosan egy 25 kV 50 Hz-es hálózatot is kezdtek építeni. Ennek eredménye az lett, hogy a rendszerhatárokon mozdonyt kellett cserélni és ezt csak 1976-tól tudták kiküszöbölni kétáramnemű mozdonyok beszerzésével.
Folytatódott a fontosabb vonalak kétvágányúsítása is, de a prioritást a teherszállítás élvezte, így sok közepes forgalmú vonal egyvágányú maradt, vagy csak szakaszosan épült ki a második vágány. Mivel a szükséges kapacitásokat az állami közlekedéspolitika teherszállításra koncentrálta, így a személyszállítás egy részét a ČSAD autóbuszai vették át.
1970-től stagnált a vonalhálózat kiépítése. A 120 km/h-ról 160 km/h-ra Európában az 1960-as években általánosan végrehajtott sebességnövelés gazdasági okokból elmaradt, egyedül a megfelelő sebességű mozdonyokat szerezték be hozzá. A többi európai újítás, mint például a hézagnélküli felépítmény vagy az ingavonati közlekedés, 1989-ig csak nyomokban került bevezetésre. A vonalhálózat gazdaságilag indokolt csökkentése is elmaradt, így a ČSD még az 1980-as évek végén is a világ egyik legsűrűbb vasúthálózatát üzemeltette.
Csehszlovákia 1992. december 31-i felbomlásával a ČSD is megszűnt létezni. A járműállományt és a vonalhálózatot 1993. január 1-jével a két utódcég, a České dráhy (ČD Cseh Vasutak) és a Železnice Slovenskej republiky (ŽSR A Szlovák Köztársaság Vasútja) között osztották fel.